# Teyasteles divisifrons
Teyasteles divisifrons är en insektsart som beskrevs av Naudé 1926. Teyasteles divisifrons ingår i släktet Teyasteles och familjen dvärgstritar. Inga underarter finns listade i Catalogue of Life.